# Marquis de Salisbury
Le titre de marquis de Salisbury, associé à la ville de Salisbury, a été créé dans la pairie de Grande-Bretagne en 1789 pour James Cecil. 
La plupart des porteurs de ce titre ont été des acteurs importants de la vie politique britannique des deux derniers siècles ; ainsi, Robert Arthur Talbot Gascoyne-Cecil a été premier ministre à trois reprises à la fin du XIXe et au début du XXe siècle.

## Histoire du titre
Le titre de comte de Salisbury, créé en 1605 pour la troisième fois, est élevé au rang de marquis en 1789 pour le septième comte, James Cecil (1748-1823). Les marquis continuent de posséder le titre comme titre subsidiaire.
Lord Salisbury tient donc les titres subsidiaires de comte de Salisbury (créé en 1605), vicomte Cranborne, dans le comté de Dorset (1604), et baron Cecil d'Essendon dans le comté de Rutland (1603). Le titre de vicomte Cranborne est utilisé comme titre de courtoisie par le fils aîné et héritier du marquis.
Les résidences de la famille sont Hatfield House, construite entre 1607 et 1611 par le premier comte de Salisbury à Hatfield dans le Hertfordshire, et Cranborne Manor. Le lieu de sépulture traditionnel des marquis est la chapelle de Salisbury dans l'église St Etheldreda, à Old Hatfield (en), un village de Hatfield.

Armoiries du marquis de Salisbury

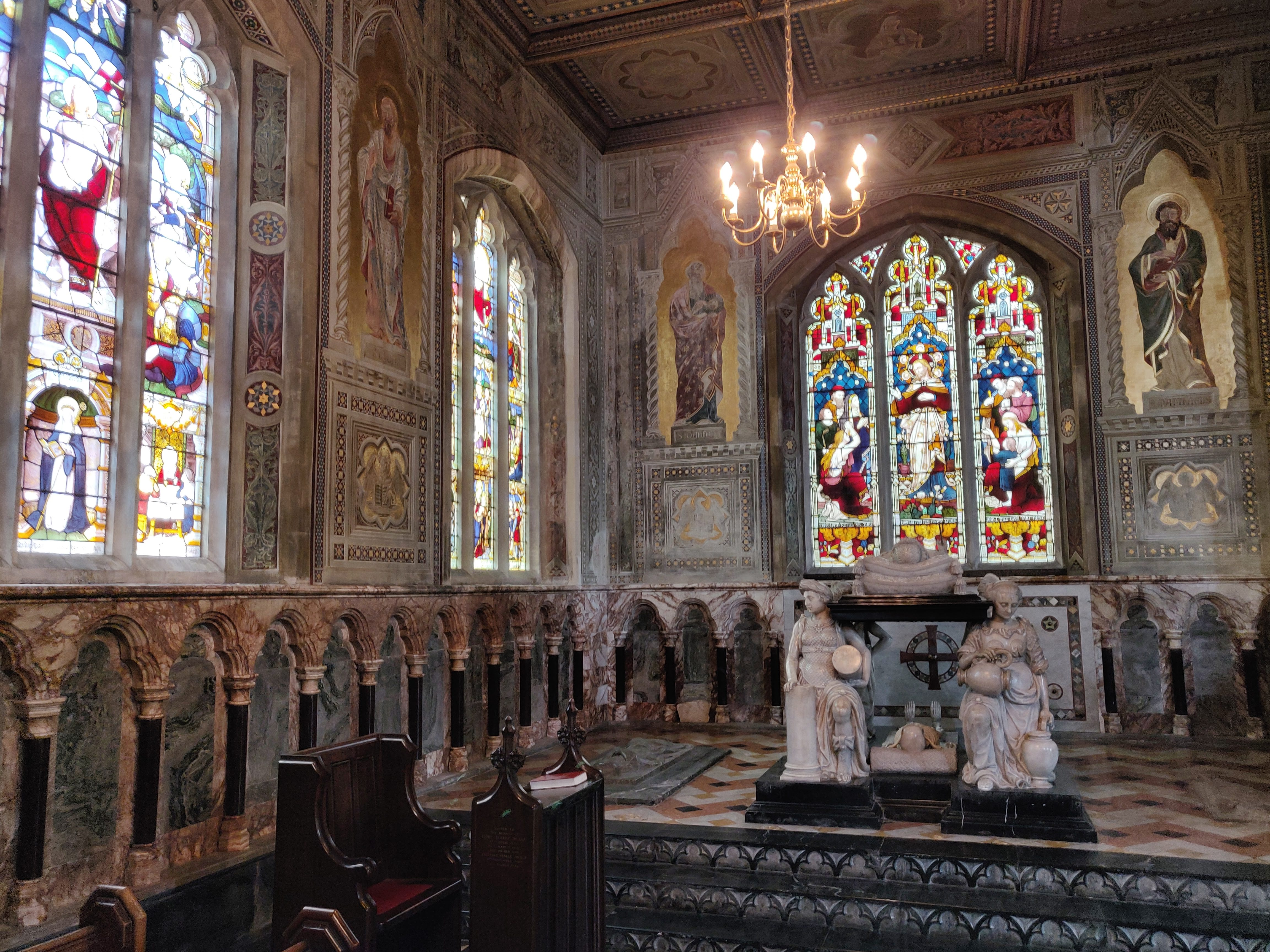
Chapelle de Salisbury.

## Liste des marquis de Salisbury (1789)
- 1789-1823 : James Cecil (1748-1823) ;
- 1823-1868 : James Gascoyne-Cecil (1791-1868). Fils du précédent ;
- 1868-1903 : Robert Arthur Talbot Gascoyne-Cecil (1830-1903). Fils du précédent ;
- 1903-1947 : James Edward Hubert Gascoyne-Cecil (1861-1947). Fils du précédent ;
- 1947-1972 : Robert Arthur James Gascoyne-Cecil (1893-1972). Petit-fils du 3e ;
- 1972-2003 : Robert Edward Peter Cecil Gascoyne-Cecil (1916-2003). Fils du précédent ;
- depuis 2003 : Robert Michael James Gascoyne-Cecil (1946-). Fils du précédent.

Son héritier présomptif, Robert Gascoyne-Cecil, vicomte Cranborne, est né en 1970.